# 作曲家の個展 (ブリヂストン美術館)
ブリヂストン美術館『作曲家の個展』（さっきょくかのこてん）は、ブリヂストン美術館が1957年から1958年にかけて開催したコンサートのシリーズ。毎回現代日本人作曲家の作品を取り上げて紹介した。

## 概要
東京駅八重洲口にある（株）ブリヂストン本社の中に1952年1月8日に開館したブリヂストン美術館は、開館以来、近代美術の展示や調査研究の他に、様々な教育普及活動を行ってきた。開館翌月から始まった「土曜講座」は、美術を中心とした専門家の講演会で、2015年の休館までに2318回開催された。美術だけでなく音楽関係では「レコードコンサート」「音楽鑑賞講座」そして「作曲家の個展」があった。
「レコードコンサート」は1952年から1959年まで、毎週日曜ないし土曜に通算248回開催された。「音楽鑑賞講座」は1954年から1956年までほぼ毎週、通算48回開催され、渡辺暁雄、池内友次郎、柴田南雄、畑中良輔、芥川也寸志といった音楽家たちがバッハから現代音楽までさまざまなテーマで語った。そしてその延長線上に「作曲家の個展」があり、1957年5月から1958年12月まで、月1回から2回のペースで通算25回開催された（回次は中止も含み26回）。なお、このコンサートシリーズの企画構成には、音楽評論家の秋山邦晴が関わっていた。

## コンサート一覧
回次. タイトル（開催日）
1. 清瀬保二（1957年5月25日）
2. 入野義朗（1957年6月8日）
3. 実験工房ピアノ作品演奏会（1957年6月22日）
4. 戸田邦雄（1957年7月13日）
5. 新興作曲家連盟回顧（1957年7月27日）
6. 芥川也寸志（1957年8月10日）
7. 松平頼暁、玉野良雄（1957年8月24日）
8. 柴田南雄（1957年9月14日）
9. 池内友次郎（1957年9月28日）
10. 早坂文雄（第1回）（1957年10月12日）
11. 早坂文雄（第2回）（1957年10月26日）
12. 間宮芳生（1957年11月9日）
13. 團伊玖磨（1957年12月14日）
14. 1957年の秀作演奏会（1957年12月21日）
15. 松平頼則（1958年1月25日）
16. 黛敏郎（1958年2月22日）
17. 箕作秋吉（1958年3月15日）
18. 別宮貞雄（1958年4月2日）
19. 高田三郎（1958年5月31日）
20. 山羊の会（1958年6月28日）
21. 電子音楽とミュージック・コンクレート（1958年7月26日）
22. 安部幸明（1958年8月30日）
23. 清水脩（1958年9月27日、台風のため中止）
24. 諸井誠（1958年10月18日）
25. 葦の会演奏会（1958年11月1日）
26. 清水脩（1958年12月6日）

（『ブリヂストン美術館50年史：1952-2002』p195、『日本の作曲1959』pp.78-75から作成）